# Makarios Tuczapski
Makarios Tuczapski († 1549 im Königreich Polen) war orthodoxer Bischof von Lwów (1540–1549).

## Leben
Tuczapski war ein ruthenischer Kaufmann aus Lwów. 1535 wurde er zum Vikar (Vertreter) des Metropoliten von Kiew für Galizien eingesetzt.
1539 ernannte ihn König Sigismund I. auf Bitten des Adels, des Klerus und der Bürger von Lwów, Galiziens und Podoliens zum ersten Bischof von Galizien seit 80 Jahren, mit Sitz in Lwów. Er berief eine Synode des orthodoxen Klerus ein, in der die Strukturen und Rechte der neuen Eparchie festgelegt wurden. 1540 wurde er von Metropolit Makarios von Kiew in das Amt eingeführt.
1547 unterschrieb er mit anderen Geistlichen eine Aufforderung zur Unterstützung des Neubaus der Mariä-Entschlafens-Kirche in Lwów.
1548 wurde sein Nachfolger gewählt, kurz zuvor starb er wahrscheinlich.